# Nyby bruk
För andra betydelser, se Nyby.

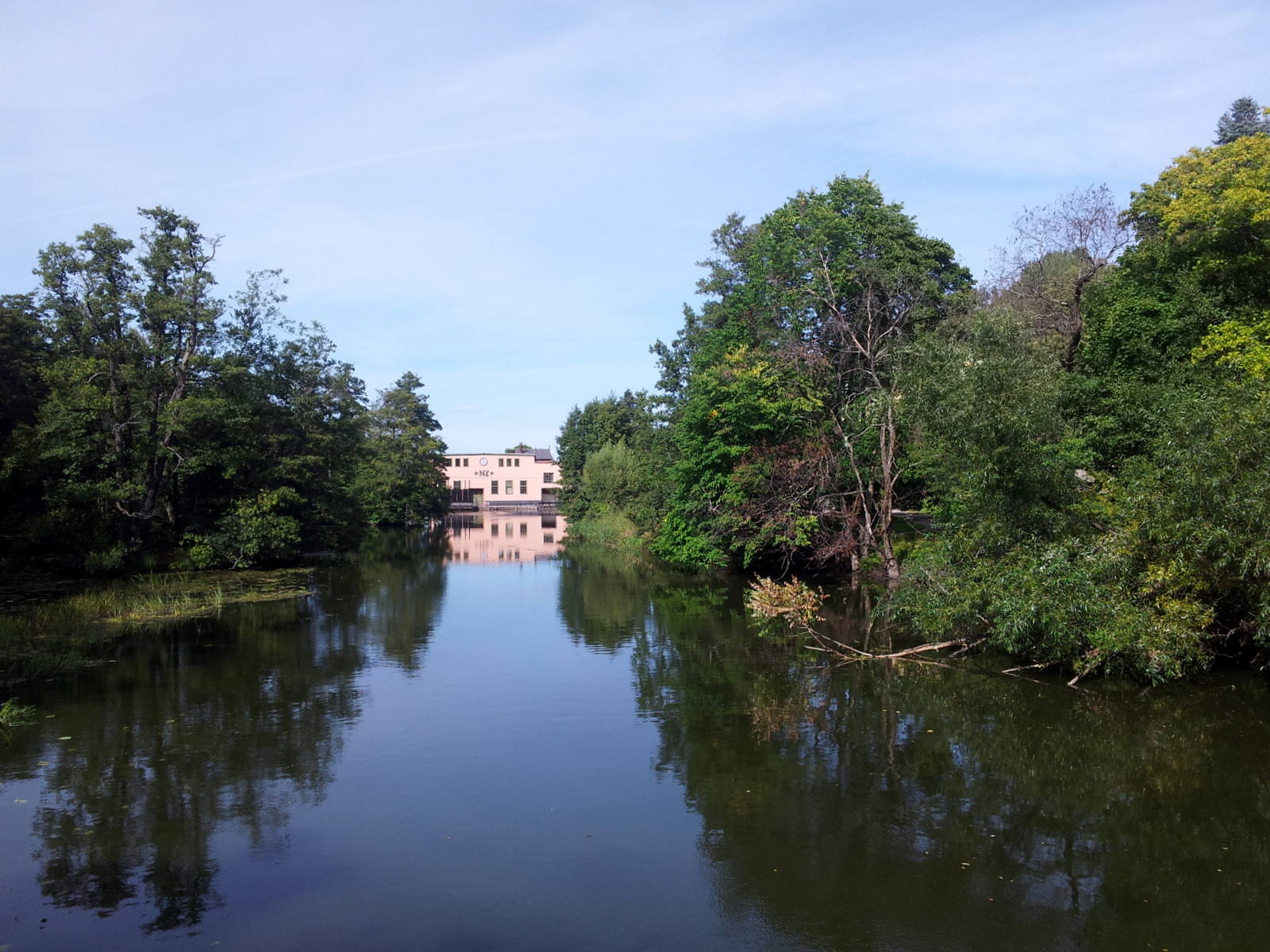
Södra verken vid dammen i Nybyån.

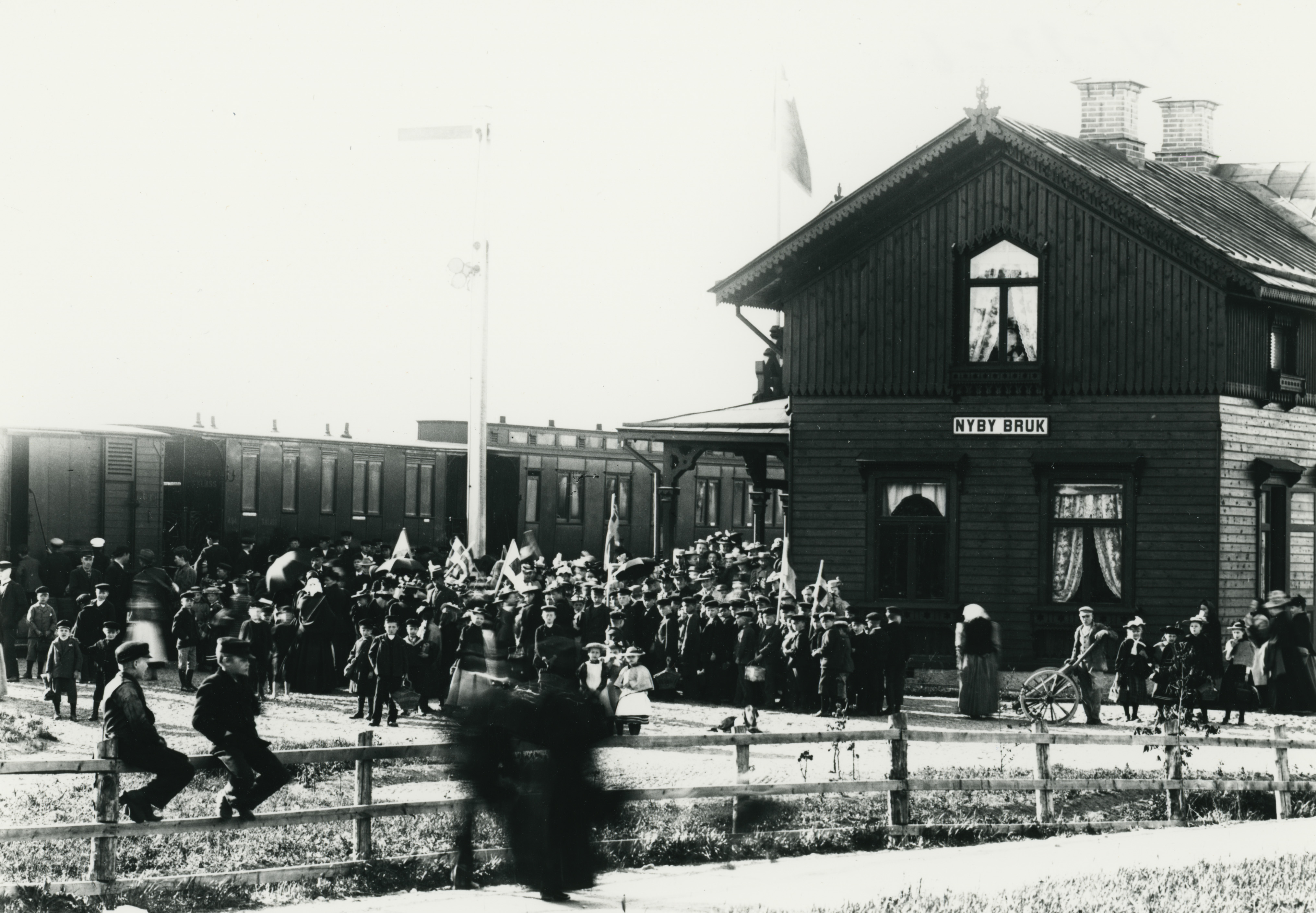
Järnvägsstationen i Nyby bruk runt sekelskiftet.

Nyby bruk är ett järnverk och tidigare brukssamhälle, idag en del av tätorten Torshälla i Eskilstuna kommun. Brukets ursprungliga järnverk grundades 1829 och blev kärnan i Nyby bruksby. Idag utgörs den huvudsakliga verksamheten vid bruket av ett modernt järnverk tillhörande den finska rostfritt stål-tillverkaren Outokumpu.

## Nyby bruks historia
På berget ovanför herrgården ligger Nyby fornborg, plats för en befäst borg som förstördes på 1300-talet. Vid berget finns även lämningar efter försvarsverk från andra världskriget.
Nyby har en gammal tradition av järnhantering. Äldsta belägget för en sådan är en tvist från 1486, som handlade om att biskop Kort Rogge låtit uppföra en vattensmedja i Torshällaån vid Torshällafallet, som gjorde förfång för den vattenkvarn som Bengt Fadersson (Sparre av Hjulsta och Ängsö) ägde högre upp i fallet. I en förlikning i Torshälla där Sten Sture den äldre jämte lagmännen i Västmanland och Södermanland närvarade bestämdes att vattensmedjan skulle bestå och aldrig göras till vattenkvarn igen. Samma år omtalas även en annan vattensmedja, som sägs ligga i Säby ström, och därmed längre ned längs forsarna. Under 1540- och 1550-talet omtalas en kopparsmedja i Torshällafallen. Det är dock oklart var den smedjan låg. På 1620-talet lät änkedrottning Kristina som förmyndare för sin son Karl Filip anlägga ett järnsnideri eller järnklipperi vid Torshälla. Privilegierna för järnbruket tillföll 1627 Marcus Kock. Bruket uppfördes på östra sidan om ön en bit söder om bron mot Torshälla. Tillverkningen kom att fokuseras på tillverkning av spik. För att göra sig oberoende av tillförseln av järn från Nora bergslag köpte bolaget in sig i Björndammens och Stålbåga järnbruk med gruvor i Dunkers socken och arrenderade även Öllösa bruk i Gryts socken. Tillverkningen blev dock liten och gick med förlust. Det lades ned en tid på 1650-talet men tillverkningen återupptogs för att definitivt läggas ned på 1680-talet. Markus Kocks son Isaac Cronström hade i stället tagit initiativet till anläggandet av ett pappersbruk i stället. Pappersbruket som låg på holmen mellan det gamla bruket och Torshälla stad kom därför att kallas för Torshälla eller Holmens bruk. Inte heller pappersbruket gick särskilt väl, och 1683 fick Isaac Cronströms son, assessorn i Bergskollegium Peter Cronström 1683 tillstånd att ändra pappersbruket till en manufaktursmedja. Bruket fanns kvar till 1812, då dess privilegier flyttades till Nyhammaren i Västmanland. Den på 1770-talet uppförda bruksherrgården finns ännu bevarad.
Sveriges första kanal, Karl IX:s kanal, byggdes genom Nyby och var i drift mellan 1610 och omkring 1650. Idag följer Nybyån den tidigare kanalens sträckning. Under 1600-talet anlades även en landsvägsbro över kanalen här på landsvägen som gick från Torshällas Västertull över Nyby gård mot Kungsör. Denna bro ersattes senare av en nyare bro längre söderut, och på 1980-talet av den moderna bron på Holmenleden.
Gården Nyby, vars ägor låg direkt väster om Torshälla, köptes till skattegård i slutet av 1600-talet av advokatfiskalen och kaptenen Nils Gavelius (1663–1734, adlad Adelstierna 1708, då gården blev frälsegård). Efter 1807 tillhörde Nyby gård mekanikern Erik Nordewall, som 1827 sålde gården till sin svärson Adolf Zethelius. På platsen där slussarna en gång legat fanns en 1811 anlagd vattenkvarn om fyra stenar. Zethelius lät 1828 undersöka möjligheterna att bygga ut dammen för att även få nyttja den för ett valsverk. Året därpå erhöll han Bergskollegiums tillstånd att uppföra valsverket med tillhörande flamugnar. Valsverket med dess valsar levererades av Munktells Mekaniska Verkstad. Engelsmannen Samuel Owen anlitades som konstruktör. Arbetet med uppförandet tog 2 1/2 år, och i februari 1832 kunde produktionen startas. Till en början brukades stenkol, men Zethelius experimenterade fram ugnar för att använda svenskt träkol.
I samband anläggningen uppfördes en ny herrgårdsbyggnad vid bruket och de första bruksarbetarstugorna. På Nybyåns västra sida växte successivt ett brukssamhälle med arbetarbostäder upp, medan villor för de högre tjänstemännen byggdes i och omkring herrgårdens park på den östra sidan av ån.
Efter Adolf Zethelius övertogs bruket 1864 av sonen Erik Wilhelm Zethelius. Nyby bruks AB bildades 1872. 1882 blev Lars Linus Liberg, en grosshandlare från Stockholm som tidigare skött plåtförsäljningen, ny disponent på bruket, och kom snart att förvärva aktiemajoriteten och därmed bli ny brukspatron. En Lancashiresmedja och ett stångdrageri anlades, och under 1880-talet och 1890-talet tillkom ett plåtvalsverk, ett stångvalsverk, en Martinugn och en spikfabrik. 1889 inköptes Holmen där då drevs en mekanisk verkstad och kom att fungera som filial till Nyby bruk. 1918 byggdes den gamla kvarndammen om till en kraftverksdamm som gav elektricitet till industrin.
1895 drogs Norra Södermanlands Järnväg fram till Nyby bruk, där en station anlades. Sedan 1933, då persontrafiken lades ner, används järnvägen endast för godstransporter till och från bruket, och stationshuset är numera rivet.
Under första världskriget upplevde bruket en högkonjunktur, som följdes av en kraftig tillbakagång under 1920-talet. 1918 efterträdde Gunnar Liberg fadern som disponent på bruket, och vidtog nödvändiga moderniseringar under 1920- och 1930-talen.
1932 påbörjades elektrifieringen av bruket, och följande år uppfördes en kraftstation vid Kvarnfallet i centrala Torshälla, som kommit i brukets besittning redan 1864 men dittills varit outnyttjad. Bruket övertogs 1945 av Bröderna Edstrand AB, och produktionen vid Nyby inriktades 1945 på rostfritt stål. Bruket moderniserades och byggdes ut under efterkrigstiden, och hade under 1960-talet över 2000 anställda. 1962 köptes Nyby upp av Gränges, som 1965 gjorde bolaget till dotterbolag. Sedan slutet av 1970-talet har strukturomvandlingar inom stålindustrin lett till minskad personalstyrka och ökad specialisering. Genom en fusion med Uddeholmskoncernen 1979 bildades Nyby Uddeholm AB, vilket 1984 köptes upp av Avesta Järnverk.
Ian Wachtmeister, som senare blev partiledare för Ny demokrati, var marknadsdirektör på Nyby bruk under 1960-talet.

### Administrativa tillhörigheter
Nyby bruk var också en ort som av SCB 1900 anges ha 622 invånare, men räknades även in i Torshällas befolkningsagglomeration. Orten var belägen i Torshälla socken och ingick efter kommunreformen 1862 i Torshälla landskommun. När denna landskommun 1952 delades (liksom Torshälla landsförsamling) kom denna ort med kringområde överföras till Torshälla stad (och i kyrkligt hänseende till Torshälla församling). Orten är idag en del av tätorten Torshälla.
| Befolkningsutvecklingen i Nyby bruk 1900–1900 | Befolkningsutvecklingen i Nyby bruk 1900–1900 | Befolkningsutvecklingen i Nyby bruk 1900–1900 | Befolkningsutvecklingen i Nyby bruk 1900–1900 | Befolkningsutvecklingen i Nyby bruk 1900–1900 |
| --------------------------------------------- | --------------------------------------------- | --------------------------------------------- | --------------------------------------------- | --------------------------------------------- |
|                                               |                                               |                                               |                                               |                                               |
| År                                            |                                               |                                               | Folkmängd                                     |                                               |
| 1900                                          | 1900                                          |                                               | 622                                           | †                                             |
| † Som köpingsliknande samhälle 1900.          |                                               |                                               |                                               |                                               |

## Nyby i modern tid
Nyby bruk och Nyby-Uddeholm blev 1984 del av Avestakoncernen, efter 1992 Avesta Sheffield AB. I samma veva lades stålverket ner i Nyby och verksamheten flyttades till Degerfors där man satsade på stränggjutningsanläggning. Sedan 2002 ingår verket vid Nyby bruk i den finska koncernen Outokumpu Oyj.  Till årsskiftet 2011/2012 lade Outokumpu ned Outokumpu Stainless Tubular Products rörtillverkning i Nyby.  Den huvudsakliga verksamheten vid bruket idag utgörs av Outokumpus kallvalsverk.

## Byggnader vid Nyby bruk

### Bruksparken
I bruksparken uppfördes förutom herrgården även bostäder för de högre tjänstemännen vid bruket.
- Nyby nya herrgård, uppförd omkring 1834 på uppdrag av den förste brukspatronen, Adolf Zethelius.
- Nyby värdshus
- Den stora lekstugan i Nybyparken uppfördes på uppdrag av brukspatronen Gunnar Liberg omkring 1920 för hans döttrar. Lekstugan är uppförd i två våningar i nationalromantisk stil och restaurerades på 1970-talet, med bevarad originalinredning.
- Chaufförsbostaden

### Brukssamhället
Vid Stålvägen ligger de äldsta arbetarbostäderna, och vid den intilliggande Götvägen ligger nöjeslokalen Gipperts. Här fanns även Konsumbutiken. I Kogne låg bostäderna för de lägre tjänstemännen. I anslutning till bruksbyn ligger idag villaområdena Bjällersta och Kogne.

### Bruket
De äldsta delarna av bruket vid dammen i Nybyån uppfördes i slutet av 1820-talet och kom senare att byggas om och till i slutet av 1800-talet och början av 1900-talet. Det äldre byggnadskomplexet vid dammen kallas idag Södra verken. De modernare stålverksanläggningarna har efter hand uppförts norr om det äldsta bruket.

### Tidigare byggnader
- Nyby fornborg på berget ovanför herrgården
- Herrgårdens badhus
- Den gamla herrgården, Nyby gård, stod tidigare vid änden av en allé som går upp från Järnvägsgatan väster om Gamla Torshälla. Byggnaden revs 1961.59°25′11″N 16°27′50″Ö / 59.41972°N 16.46389°Ö
- Nyby gamla ladugård, ofta kallad Krutladan på grund av sin användning för salpeterutvinning ur boskapsurin, stod tidigare i den sydligaste delen av Nybyparken. Ladan brann ned till grunden 1991. Ruinen är kulturminnesmärkt.
- Nyby bruks station på Norra Södermanlands Järnväg låg tidigare vid Årbyvägen söder om Holmenleden. Stationen invigdes av kung Oscar II 1895 och trafikerades av persontåg mot Eskilstuna C och Södertälje. Persontrafiken lades ned 1933 och stationshuset revs därefter.
- Långkatekesen, lantarbetarbostäderna, låg tidigare på höjden intill Krutladan och gamla herrgården.
- Lämningar efter äldre landsvägsbroar över Nybyån finns i södra delen av parken

## Kända personer med anknytning till Nyby bruk
- Karin Ahrland, liberal politiker, uppväxt vid Nyby bruk.
- Samuel Owen, konstruktör av det ursprungliga järnbruket.
- Eric Nordewall, ingenjör, ägare till Nyby gård där bruket senare grundades
- Sami Sirviö, svetsare och musiker, medlem i rockbandet Kent.[10]
- Ian Wachtmeister, marknadsdirektör, sedermera partiledare för Ny demokrati.
- Adolf Zethelius, grundare, brukspatron och silversmed.